# غرايم كروسبي
غرايم كروسبي (بالإنجليزية: Graeme Crosby)‏ هو متسابق دراجات نارية نيوزلندي. نافس في سباقات بطولة العالم لفئة 500 سي سي. كما شارك في بطولة العالم للسوبربايك وكأس جزيرة مان السياحية.

## روابط خارجية
- غرايم كروسبي على موقع MotoGP.com (الإنجليزية)
- غرايم كروسبي على موقع قاعة نيوزيلندا للمشاهير الرياضية (الإنجليزية)